# Ruben Kruger
Ruben Jacobus Kruger (Vrede, 30 marzo 1970 – Pretoria, 27 gennaio 2010) è stato un rugbista a 15 sudafricano, terza linea ala, campione del mondo nel 1995 con gli Springbok.
Ritiratosi dalle competizioni nel 1999, morì nel 2010 a causa di un tumore cerebrale con il quale conviveva dal tempo della cessazione dell'attività sportiva.

## Biografia
Esordiente in Currie Cup nel Northern Transvaal nei primi anni novanta, debuttò negli Springbok ancora nell'era dilettantistica, nel 1993 a Buenos Aires contro l'Argentina.
Soprannominato The Silent Assassin (l'assassino silenzioso) per l'efficacia dei suoi tackle e l'understatement che lo caratterizzava fuori e dentro il campo, fu selezionato per la Coppa del Mondo 1995 che si tenne proprio in Sudafrica; Kruger disputò cinque incontri di tale manifestazione e si laureò campione del mondo, guadagnandosi anche il premio di rugbista sudafricano dell'anno. Nel 1996 passò professionista nelle file dei Bulls.
Nel 1997 incorse in un infortunio al ginocchio durante un incontro di Tri Nations contro la Nuova Zelanda; a causa di ciò rimase fuori dalla nazionale due anni, e rientrò in tempo per la Coppa del Mondo 1999; un nuovo infortunio capitatogli sempre al ginocchio in corso di competizione, tuttavia, lo costrinse al ritiro dall'attività a soli 29 anni, formalizzato definitivamente dopo tre incontri come giocatore invitato dai Barbarians nel giugno 2000.
Nei 10 anni successivi al ritiro, durante i quali svolse l'attività di concessionario in franchise di un noto marchio di macchine fotografiche, dovette combattere contro un tumore al cervello, a causa del quale a fine gennaio 2010 morì all'età di 39 anni.
Gli sopravvivono la moglie e due figlie, Zoë (2003) e Isabella (2005), in seguito divenute note come tenniste professioniste.
Ruben Kruger è divenuto un personaggio del film di Clint Eastwood del 2009 Invictus, che racconta delle vicende della Coppa del Mondo 1995 e di come la vittoria sudafricana abbia costituito un'importante componente del processo di riappacificazione nazionale post-apartheid.
Sul grande schermo fu interpretato dall'attore canadese Grant L. Roberts.

## Palmarès
- Coppe del mondo: 1
Sudafrica: 1995